# Atanasie Marian Marienescu
Atanasie Marian Marienescu (1830-1915) fue un jurista, escritor, folclorista y etnógrafo rumano.

## Biografía
Nacido el 8 de marzojul./ 20 de marzo de 1830greg. en Lipova, estudió la escuela secundaria en Arad, Timișoara y Budapest, donde el 26 de septiembre de 1852 aprobó el examen de matriculación. Comenzó Derecho en 1856 y se licenció en 1862. El 31 de octubre de 1862 fue nombrado asesor en Lugoj, el 20 de diciembre de 1871 juez de condado en la corte real de Oraviţa, en 1880 juez de condado en la corte real de Budapest y en 1891 fue trasladado a Oradea, donde se encontraba hacia finales del siglo XIX. Publicó Irveţatorul şi poporul (1858), Balade poporale (1859), Colinde poporale (1859), Istoria română naţională pentru tinerime (1861), Petru Rareş (novela histórica, 1862), Datorinţele noastre (1868), Steaua Magilor (canciones navideñas, 1875), Viaţa şi operile lui Petru Maior (1883) y Cultul păgân şi creştin (1884). Además de muchos poemas y artículos sobre diferentes temas, publicó 14 cuentos rumanos, provistos de notas explicativas mitológicas en Albina, Familia y Foişoara Telegrafulul Român en la década de 1870. El 13 de septiembre de 1877 fue elegido miembro correspondiente y el 25 de marzo de 1881 miembro ordinario de la Academia Rumana. Falleció el 7 de enerojul./ 20 de enero de 1915greg..